# Can Pallola
Can Pallola és una casa del municipi de Pau (Alt Empordà) inclosa en l'Inventari del Patrimoni Arquitectònic de Catalunya.

## Descripció
Situada dins del nucli antic de la població de Pau, a la plaça Major, al costat de l'església de Sant Martí.
Casal de grans dimensions format per diversos cossos adossats, que presenta un gran pati davanter tancat amb un mur de pedra sense treballar. La porta per accedir a l'interior de la finca està bastida amb carreus desbastats als brancals i llinda plana.
L'edifici principal és de planta rectangular, amb la coberta de teula a dos vessants i format per planta baixa i pis. La façana, orientada a l'oest, presenta les obertures emmarcades amb carreus de pedra i les llindes planes. A la planta baixa hi ha un gran finestral i una porta oberta al centre d'un cos semicircular sobresortint, que en origen es corresponia amb el forn. Al pis destaca una de les finestres, on es pot veure gravada a la llinda la inscripció Joan Miquel me fecit 1729.
Per la banda est se li adossa un cos de planta quadrada, amb coberta a un vessant i tres pisos d'alçada, utilitzat actualment com habitatge. Tant les obertures de la planta baixa com del primer pis són quadrades i es troben emmarcades amb carreus de pedra, mentre que les del segon pis són d'arc rebaixat i estan bastides amb maons. En direcció est, la crugia presenta un cos adossat de planta rectangular i coberta a un vessant, amb les finestres emmarcades amb pedra i tortugada de teula vidrada verda al ràfec.
Per la part sud de l'edifici principal s'adossa un altre gran cos de planta rectangular i dos pisos d'alçada, amb la teulada a tres vessants. Presenta una gran eixida al nivell del segon pis, delimitada per una barana amb gelosia d'obra i diversos finestrals d'arc de mig punt bastits amb pedra disposada a sardinell. La resta d'obertures de l'edifici estan totes bastides amb pedra.
En origen, la planta baixa estava destinada al bestiar i als cellers. En canvi, el pis estava destinat a habitatge i les golfes a graners.
Tot indica que el conjunt ha estat molt restaurat modernament.